# Караспантобе
Караспантобе (Караспан-Тобе, Караспан; каз. Қараспантөбе) — средневековое поселение в Ордабасинском районе Туркестанской области Казахстана. Включает в себя два городища, расположенные приблизительно на расстоянии километра друг от друга.

## Описание
Караспантобе является частью системы «сторожевых холмов» (караултобе) — сторожевых постов и укреплённых поселений, расположенных на рукотворных насыпях. Укрепления данного типа, распространённые на территории современной Туркестанской области Казахстана, стали появляться в эпоху раннего Средневековья.
Городище Караспантобе-I, расположенное в 2 км к югу от села Карааспан (бывшее Обручёвка), датируется VI—VIII веками. Поселение возникло на продолговатой насыпи высотой до 9 м, вытянутой с юга на север на 80 м. К южной части насыпи присоединяется холмик прямоугольной формы, площадью 120×70 м и высотой 2 м.
Основная часть городища Караспантобе-II, расположенное в 1 км к югу от села Карааспан, датируется VIII—XII веками. Однако в ходе исследований 2004—2005 годов были обнаружены как следы более раннего поселения времён отрарско-каратауской культуры, возникшее в I веке, так и более поздний культурный слой в центральной части, датируемый концом XVII — началом XVIII веков. В центре городища размещена цитадель подпрямоугольной формы, расположенная на вершине высокой насыпи и окружённая кольцевым рабадом. Площадь основания цитадели — 120×90 м, верхней площадки — 65×50 м; высота верхней площадки — 22—24 м. Цитадель и рабад разделены внутренней площадкой шириной 30—50 м. Рабад расположен на нижней террасе, высота которой не превышает 5 м. Ширина кольца рабада варьируется от 20 до 60 м. Следы крепостных ворот ориентированы на запад, восток и север.
На территории рабада присутствует братская могила неустановленного периода, случайно обнаруженная в начале 1990-х годов. Предположительно, в ней погребены участники битвы с джунгарами.
До наших дней наилучшим образом сохранились остатки строений наиболее позднего периода, сложенных из кирпича-сырца, жжёного кирпича и камня. Жилые дома, как правило, состояли из 2-3 помещений и снабжались тандырами и канализационными стоками. Кроме того, в ходе раскопок 2004 года были обнаружены мастерские ремесленников, датируемые I — началом IX веков, а также домусульманское культовое сооружение с алтарём и дворцовый комплекс XII века.
По утверждениями археологов Б. А. Байтанаева и К. М. Байпакова, к поселению также относится часть захоронений на территории некрополя Борижар, расположенного южнее Караспантобе-II.

## Исследования
Городище Караспантобе-I открыто археологической экспедицией Чимкентского педагогического института в 1980 году. В ходе экспедиции были найдены обломки керамической посуды: чаш, кувшинов и других предметов быта. Установлено, что жители занимались земледелием и скотоводством. Дальнейшие археологические раскопки не проводились.
Первые исследования городища Караспантобе-II были проведены в 1898 году археологической экспедицией под руководством Н. П. Остроумова. В конце 1940-х — начале 1950-х годов в ходе Южно-Казахстанской археологической экспедиции проводились исследования под руководством А. Н. Бернштама и Е. И. Агеевой соответственно. В 2004—2005 в рамках казахстанской государственной программы «Культурное наследие» годах под руководством К. М. Байпакова проходили исследовательские работы, позволившие уточнить датировку городища. В 2014 году Караспантобе посетила экспедиция под руководством А. Н. Подушкина, работающая в рамках научной программы «Археологические и письменные памятники государства Кангюй».
Южно-Казахстанской археологической экспедицией было установлено, что местные жители, помимо земледелия и скотоводства, занимались различными ремёслами. В ходе раскопок найдены остатки различных предметов быта и орудий труда. Экспедиция под руководством К. М. Байпакова во время обследования наиболее позднего культурного слоя собрала фрагменты хумов, изготовленных ленточным способом, и образцы поливной керамики (чаши, блюда, кружки), расписанной преимущественно одной или двумя красками с преобладанием спиралевидных орнаментов. Кроме того, в жилищах были обнаружены зернотёрка и зёрна хлопчатника. Среди находок более ранних периодов — остатки плавильного горна III—V веков, пряслица V—VI веков, каолиновый тигель VII — начала IX веков, а также образцы керамики караханидских времён, декорированной с использованием традиционных исламских мотивов.
В 2009 году в одном из наусов на территории части Борижарского некрополя, соотносящейся с городом, обнаружен медный медальон, схожий по оформлению с золотыми монетами времён кушанского царя Хувишки I.

## Идентификация
По предположению Б. А. Байтанаева, городище Караспантобе-II соответствует домонгольскому средневековому городу Арсубаникет. Напротив, Е. И. Агеева, Г. И. Пацевич и некоторые другие исследователи сопоставляют Арсубаникет с Джувантобе — другим городищем на территории Ордабасинского района. При этом Караспантобе-II соотносится ими с городом, возникшим во времена государства Караханидов и в XIV веке носившим название Карасаман, в XVI веке — Халадж-Карасаман, а в эпосе «Кобланды-батыр» упоминающимся как Карасапан. По свидетельствам Низам ад-Дина Шами и Шараф ад-дина Язди, в 1392 году в Карасамане Тамерлан принимал послов хана Тохтамыша. Бухарский историк XVI века Хафиз-и Таныш Бухари сообщал, что в 1581 году (во время войны с Баба-султаном) в Карасамане находился обоз Абдулла-хана II. Имеются сведения о захвате Карасамана джунгарскими войсками в 1680-е годы и переселении его жителей по указанию казахского хана Тауке.
По мнению А. Н. Подушкина, Караспантобе ассоциируется с городом Битянь, упоминающийся в китайских хрониках как одна из столиц государства Кангюй

## Проблемы
Археолог Б. А. Байтанаев в 2014 году указывал на бесконтрольную застройку и добычу кирпичными заводами глины в районах археологических раскопок в Южно-Казахстанской области, в том числе и вблизи Караспантобе. В 2018 году министр культуры и спорта Казахстана Арыстанбек Мухамедиулы отмечал, что немалый ущерб городищу, как и другим памятникам Южно-Казахстанской области, наносят неконтролируемые археологические раскопки, в особенности возникновение несанкционированных отвалов.
Археологический памятник Караспантобе находится в списке предварительного учёта объектов историко-культурного наследия, но по состоянию на 2018 год не включен в список памятников истории и культуры Казахстана республиканского значения.